# Santa Rosa (estación)
Santa Rosa es una estación ferroviaria que forma parte de la Línea 4A de la red del Metro de Santiago de Chile. Se encuentra por trinchera en la autopista Vespucio Sur entre las estaciones La Granja y San Ramón, límite entre las comunas de La Granja y San Ramón.
La estación se encontró cerrada desde el 18 de octubre de 2019, debido a los daños ocurridos en la red del metro durante la serie de protestas por el alza de la tarifa. La estación fue reabierta el 25 de noviembre.
En el año 2030 se convertirá en estación de combinación con la futura Línea 9.

## Entorno y características
En el entorno inmediato de la estación se encuentra la Municipalidad de La Granja, el Santuario Inmaculada Concepción, el Centro Cultural Espacio Matta, el Liceo San Francisco, una oficina de  Correos de Chile, 2 sucursales bancarias, un supermercado Líder, además de comercios varios.
Cuenta con cuatro accesos, todos ubicados en la Avenida Santa Rosa, dos de estos accesos se utilizan para combinaciones con el sistema Red Metropolitana de Movilidad. La estación posee una afluencia diaria promedio de 21 985 pasajeros.

### Accesos
| Acceso | Intersección                              |
| ------ | ----------------------------------------- |
| A      | Autopista Vespucio Sur con Av. Santa Rosa |
| B      | Autopista Vespucio Sur con Av. Santa Rosa |

## Origen etimológico
Su nombre se debe a que se encuentra en la intersección de la autopista Vespucio Sur con Avenida Santa Rosa.

## Galería

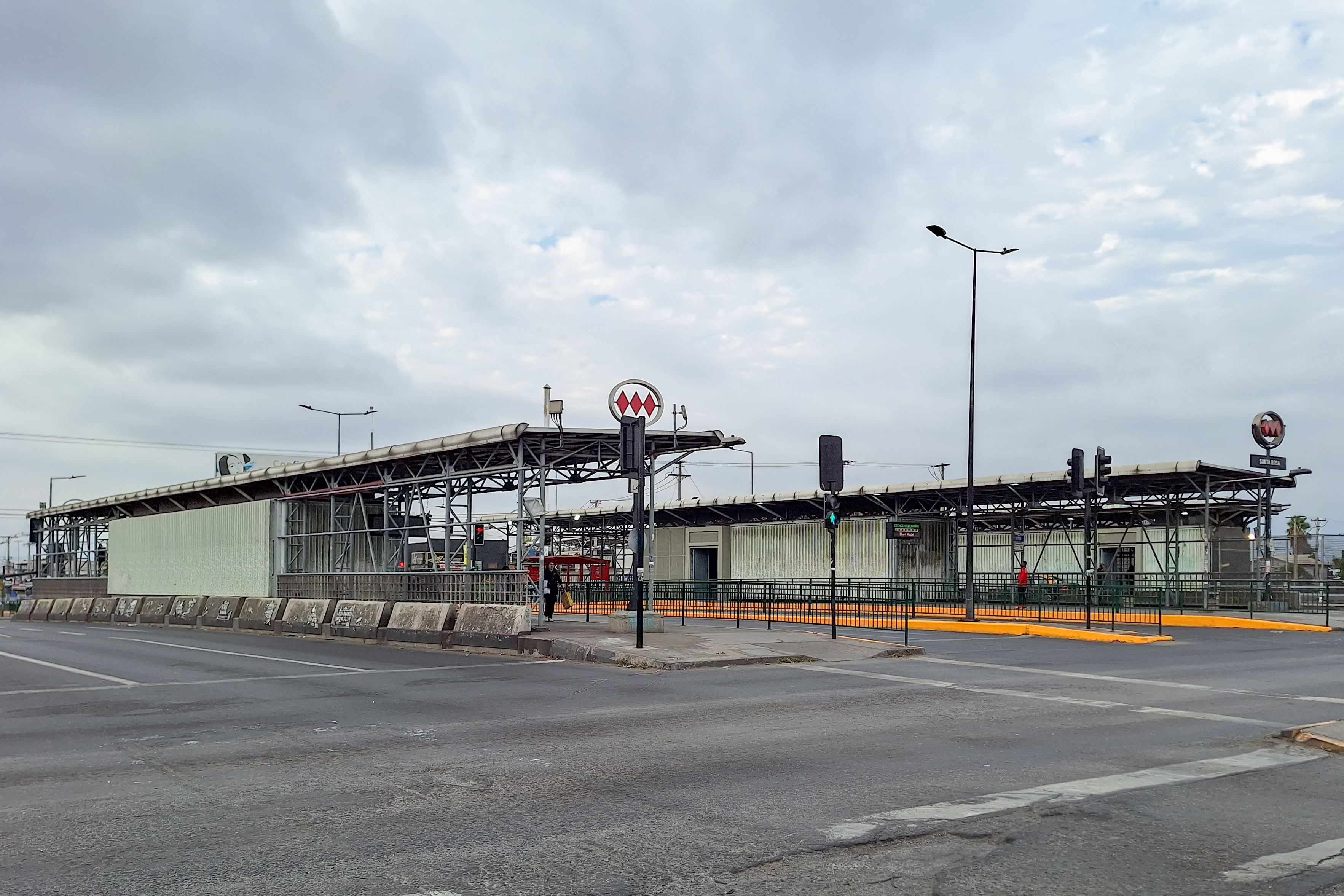
Accesos de la estación.
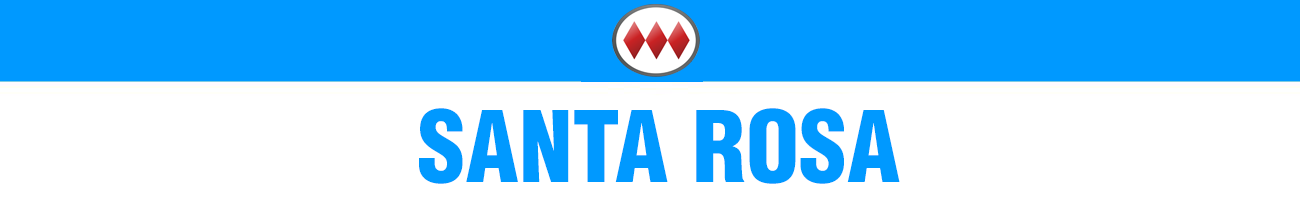
Cenefa utilizada actualmente en los andenes.

## Conexión con Red Metropolitana de Movilidad
La estación posee 10 paraderos de Red (sin la existencia de los paraderos 7 y 9) en sus alrededores, los cuales corresponden a:
| Paradero/ Código                      | Recorridos |
| ------------------------------------- | --- |
| Parada 1 / Metro Santa Rosa (PE172)   | 118 (Maipú) - 211 (Nos) - 262n (Villa España) - E02 (Metro Lo Ovalle) - E16 (Metro Santa Rosa) |
| Parada 2 / Metro Santa Rosa (PE187)   | 216 (Vitacura) |
| Parada 3 / Metro Santa Rosa (PE65)    | 205 (Santiago) - 205c (La Granja) - 207 (Mapocho) - 207c (Metro Santa Rosa) - 207e (Mapocho) - 209 (Alameda) - 209c (Metro Santa Rosa)                                                                   |
| Parada 4 / Metro Santa Rosa (PE114)   | 203 (Av. Recoleta) - 203c (La Granja) - 203e (Centro) - 203n (Huechuraba) - 206 (Centro) - 206c (Metro Bío Bío) - 212 (Providencia) - 233 (Metro Bellavista de La Florida) - G01 (Villa 4 de Septiembre) |
| Parada 5 / Metro Santa Rosa (PG95)    | 206 (La Pintana) - 206c (La Pintana) - 212 (La Pintana) - 216 (Pablo de Rokha) - 233 (El Castillo) - G01 (Santo Tomás)                                                                                   |
| Parada 6 / Metro Santa Rosa (PG219)   | 118 (La Florida) - 211 (La Florida) - 262n (Metro Macul) - E02 (Diego Portales) - G11 (Lo Blanco) |
| Parada 8 / Metro Santa Rosa (PG116)   | 203 (La Pintana) - 203c (La Pintana) - 203e (La Pintana) - 203n (La Pintana) |
| Parada 10 / Metro Santa Rosa (PG423)  | E01 (Metro Santa Rosa) - E02 (Diego Portales) |
| Parada 11 / Metro Santa Rosa (PE1318) | E01 (San José de La Estrella) - E09 (Fin del recorrido / Metro Elisa Correa) - E11 (Fin del recorrido) - E16 (Gabriela)                                                                                  |
| Parada 12 / Metro Santa Rosa (PG1616) | 205 (Puente Alto) - 205c (Puente Alto) - 207 (Av. Santa Rosa) - 207c (Av. Santa Rosa) - 207e (Av. Santa Rosa) - 209 (El Volcán) - 209c (El Volcán)                                                       |